# Спящие крестьяне
«Спящие крестьяне» (фр. Paysans endormis) — картина испанского и французского художника Пабло Пикассо (1881—1973), созданная им в 1919 году. Принадлежит Нью-Йоркскому музею современного искусства. Приобретена с помощью Джона Дэвидсона Рокфеллера (младшего). Выполнена гуашью, акварелью и карандашом на бумаге. Размер — 31,1 × 48,9 см.

## Описание
Небольшая, точно составленная композиция, наполненная воздухом и светом. На картине изображены молодые крестьяне, уснувшие под жарким полуденным солнцем рядом с копной соломы. Юноша спит сидя, опершись правой рукой на копну. Мощная коренастая фигура и крупные ладони представляют собой контраст с его почти детским выражением лица. Молодая девушка уснула, положив свою голову на его правое бедро и забросив на солому согнутые в коленях босые ноги. Её рубашка опустилась едва ли не к поясу и обнажила грудь. Голова девушки откинулась назад, рот слегка открыт, что говорит о её глубоком сне. Так спокойно и безмятежно спят очень утомлённые люди. Крупные тела крестьян полны природного здоровья и силы. Всё говорит о том, что это любовники. Пикассо одел их в свободные белые рубашки, в зелёную юбку — девушку и в синие ультрамариновые штаны — юношу. На его голове соломенная шляпа. На заднем плане виднеется белый сарай, который, вероятно, служит для складирования соломы. Крестьяне уснули в разгар дня, возможно, потому что они проснулись рано, с первыми лучами солнца, чтобы начать работу.
Алфред Барр, первый директор Нью-Йоркского музея современного искусства, назвал «Спящих крестьян» одной из самых ранних и запоминающихся композиций Пикассо в монументальном стиле. Фигуры выделены в своего рода продолговатый, крупный, отдельно стоящий рельеф. Рисунок, особенно голова и верхняя часть женской фигуры, несомненно вдохновлён поздним стилем Энгра.